# Latiao
I Latiao (辣條T, 辣条S, làtiáoP, la t’iaoW, lett. "bastoncini piccanti") sono un popolare snack cinese che consiste in strisce gommose fatte con farina di grano e aromatizzate con peperoncino.
Il latiao viene prodotto commercialmente tramite estrusione da una miscela di pasta ricca di glutine. Oltre al peperoncino, vengono comunemente utilizzati sale, zucchero e altre spezie. Le preparazioni commerciali possono contenere esaltatori di sapore, coloranti alimentari e conservanti.

## Storia
La nascita del Latiao avvenne alla fine del XX secolo, nel 1998, quando un grave disastro causato da inondazioni nella Contea di Pingjiang,  portò a una perdita significativa dei prodotti agricoli.
Questo causò un aumento significativo del prezzo della soia, ovvero l'ingrediente principe degli snack piccanti a base di tofu tipici della contea.
Come soluzione, tre imprenditori locali, Qiu Pingjiang, Li Mengneng e Zhong Qingyuan, trovarono una soluzione sostituendo la farina di soia con la farina di grano e creando un nuovo snack aggiungendo acqua alla farina e cucinandola all'istante sotto pressione. Questo processo, noto come estrusione soffiata, portava ad ottenere un prodotto simile al glutine di grano che veniva poi reso piccante, dando dunque origine al Latiao.
Il prodotto, inizialmente venduto in piccoli negozi, vide la sua distribuzione espandersi presto anche nei supermercati, cinesi e del mondo.